# Rosso Malpelo (film)
Rosso Malpelo è un film del 2007 diretto da Pasquale Scimeca basato sull'omonima novella di Giovanni Verga.

## Trama
Rosso Malpelo, così chiamato per via del colore dei capelli, è un ragazzo di campagna costretto a lavorare nella cava dove, in precedenza, era morto il padre a causa di un incidente. Dopo quel giorno, Malpelo è diventato violento e ha trascorso una vita piena di stenti e patimenti. La madre, quando lui torna a casa, invece d'accoglierlo lo picchia per avere i soldi guadagnati e la sorella non gli dà la minima attenzione.
Un giorno Malpelo, mentre è a lavorare alla cava, conosce Ranocchio, un ragazzetto pressappoco più giovane di lui, così soprannominato per il suo modo di camminare e comportarsi.  Viene subito preso di mira da Malpelo che cerca di stimolare il suo spirito di reazione picchiandolo e insultandolo. Non fa questo per cattiveria: lo fa solamente per impartirgli una lezione di vita. Più Ranocchio non si difende, più lui continua: vuole che impari a reagire e ad affrontare la vita che non è sempre facile, e che secondo lui è una continua sfida. Agendo in questa maniera, Malpelo non si è fatto sopraffare dalla dura legge delle cave siciliane.
In uno dei tanti giorni nei quali Malpelo deve andare a lavorare alla cava, non trovando Ranocchio va a casa sua: trova la madre in ginocchio davanti al capezzale nel quale giace il corpo di Ranocchio, morto per una forte tubercolosi. Quando torna a casa, Malpelo vede la madre che sta facendo le valigie insieme alla sorella per andarsene in un'altra città, per l'enorme vergogna nei confronti di Malpelo. Il ragazzo adesso è solo, abbandonato, lacero, pieno solo di un vuoto incolmabile. Il giorno a seguire, Malpelo si offre per un incarico pericoloso: entrare nei cunicoli delle montagne, dalle quali poi non tornerà.

## Produzione
Il testo della novella è stato riadattato totalmente in lingua siciliana da Nennella Bonaiuto e Pasquale Scimeca.
Le riprese sono state effettuate interamente in provincia di Enna, più precisamente tra Sperlinga e il parco minerario di Floristella-Grottacalda. Il finanziamento è stato fornito per un terzo con fondi della Comunità Europea (POR Sicilia) e per gli altri due terzi dai soci della Arbash Film (società di Scimeca).
(Pasquale Scimeca)

## Distribuzione
Il film è stato distribuito nei cinema il 19 novembre 2007, dopo alcune anteprime nel mese di gennaio e le proiezioni destinate agli studenti di oltre cento scuole.
Gli incassi provenienti sia dalla distribuzione cinematografica che dai passaggi televisivi sono stati interamente devoluti al progetto “Liberiamo dalla schiavitù del lavoro i bambini del mondo”: difatti la pellicola è stata parte di un progetto curato dal Ministero della solidarietà sociale (con l'apertura di un conto presso la Banca Etica) per aiutare migliaia di bambini boliviani che ogni giorno si trovano a soffrire, e a volte anche a morire, lavorando in condizioni disumane, garantendo loro cibo e scuola; l'iniziativa è stata rivolta ai piccoli di Atocha e Cotagaita, due comuni boliviani del Potosì, regione mineraria tra le più depresse. Il progetto ha sostenuto inoltre anche l'imprenditoria femminile - le madri dei bambini - e la tutela della salute pubblica. Ciò è stato possibile grazie anche al contributo degli attori e della troupe, che hanno accettato di essere pagati al minimo sindacale.
(Pasquale Scimeca)

## Riconoscimenti
- 2007 – Giffoni Film Festival[4][5][6]
  - Premio Amnesty International